# Wajale (Éthiopie)
Pour les articles homonymes, voir Wajale.
Wajale (en somali : Wajaale),  ou Togechane, est une ville de l'est de l'Éthiopie située dans la zone Fafan de la région Somali. C'est la ville jumelle de Tog Wajaale à la frontière du Somaliland.
Appelée Wajale,, Togechane, Togo Chale ou Wajaale, cette ville frontalière se trouve environ 70 km au nord-est de Djidjiga. 
Elle est recensée en 2007 en tant qu'agglomération du woreda Awbere. Peuplée de 14 438 habitants à cette date, elle est la deuxième agglomération de la zone Fafan après Djidjiga.
Elle se détache d'Awbere et forme un district urbain de 115 km2 au début des années 2020,.